# Nando’s

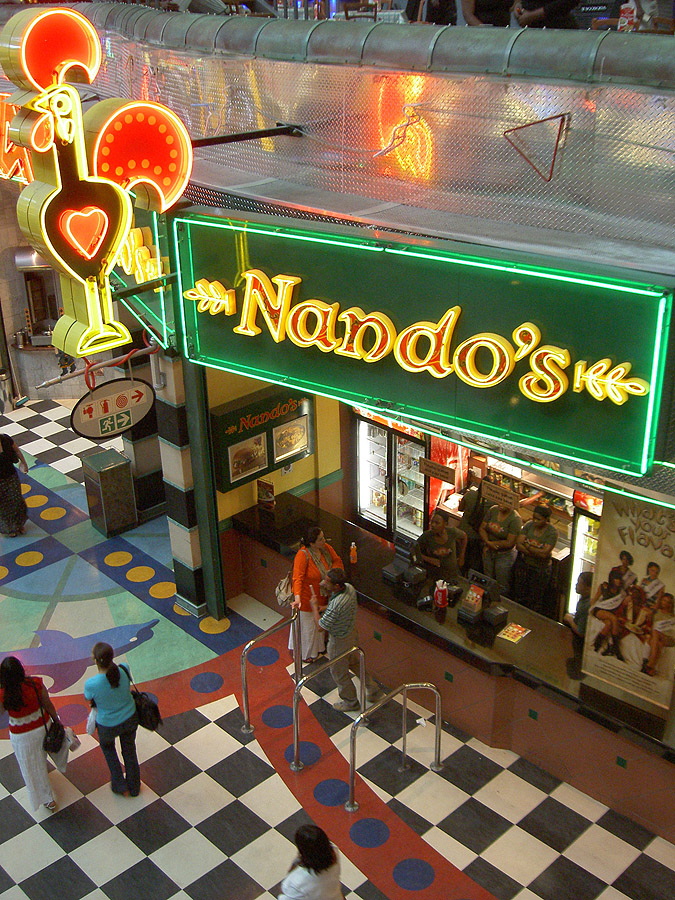
Nando's-Filiale im Canal Walk-Einkaufszentrum in Kapstadt, Südafrika

Nando's ist eine südafrikanische Schnellrestaurantkette, die als Franchise- und Systemgastronomie-Unternehmen hauptsächlich pikant gewürzte Hähnchenprodukte als Schnellkost anbietet. 
Die Kette wurde 1987 in Rosettenville, einer von portugiesischen Einwanderern geprägten Vorstadt Johannesburgs, von Fernando Duarte und Robert Brozin gegründet. Seit Juli 2014 gehört die Gruppe dem südafrikanischen Geschäftsmann Dick Enthoven und dessen Familie.
Nando's ist eines der wenigen Unternehmen aus Schwellenländern, die international expandierten, hier vor allem in die Nachbarstaaten und die Länder des Commonwealth. 2012 bestanden knapp 1000 Verkaufsstellen in 35 Ländern, davon 270 in Australien (2013) und 282 in Großbritannien und Irland (2013). Gemäß einem White Paper des amerikanischen Magazins Advertising Age gehörte Nando's 2010 zu den World's top 30 hottest marketing brands (deutsch Die 30 heißesten Handelsmarken der Welt).
Der typische Geschmack der Speisen hat nicht nur portugiesische, sondern auch mosambikanische Wurzeln, da portugiesische Kolonialherren dort die Chili-Art Piri-Piri anbauten. Die Inspiration des schwarzen Hahnenlogos beruht auf dem Hahn von Barcelos, welcher der Legende nach noch gegrillt krähte, um einen unschuldigen Pilger vom Galgen zu retten.